# The Innocence of Lizette
The Innocence of Lizette è un film muto del 1916 diretto da James Kirkwood.
È il primo (e unico) film interpretato da Eugene Forde che poi farà il regista.

## Trama
Lizette, un'orfana che si guadagna la vita vendendo giornali, attira l'attenzione di Henry Fauer, un milionario, che decide di adottarla. Fauer parte per affari lasciando a casa la ragazza. Questa, un giorno, trova sulla porta di casa un neonato e lo prende con sé. Qualche mese dopo, al ritorno di Fauer, dichiara che il bambino è suo. Ingenua e innocente, credendo che i bambini sono dei doni del cielo, non si rende conto dello scandalo che provoca con le sue parole. Fauer vorrebbe allora ritrovare il padre del bambino per costringerlo a riparare, ma, per fortuna, appare la vera madre, venuta a riprendersi il figlio e la verità viene a galla.

## Produzione
Il film fu prodotto dall'American Film Company.

## Distribuzione
Distribuito dalla Mutual Film (A Mutual Star Production), il film uscì nelle sale cinematografiche USA il 25 dicembre 1916. Copia della pellicola si trova negli archivi della Cineteca del Friuli.

### Commento critico
"Il film è totalmente costruito sull'attrice-bambina Mary Miles Minter (1902-1984), una beniamina del pubblico degli anni dieci, divenuta negli anni venti uno dei simboli della decadenza hollywoodiana per via del suo coinvolgimento nello scandalo Taylor
.